# 田臧
田 臧（でん ぞう、? - 紀元前208年）は、陳勝・呉広の乱を起こした陳勝に仕え、呉広配下となった将軍。呉広を殺して、秦と戦ったが、敗死した。

## 生涯
秦の二世元年（紀元前209年）7月、陳勝・呉広の乱が起こる。陳勝たちは陳を制圧し、陳勝は国号を張楚とし、王を名乗ると、呉広は仮王となる。中国全土も騒乱状態になった。
呉広は諸将を監督して西に赴き、滎陽を討つことになった。史記や漢書には明確な記述はないが、田臧もこの頃には陳勝の将軍に任命され、諸将の一人として、李帰らとともに、呉広に監督されていたものと考えられる。
同年8月、呉広は滎陽まで進み、三川郡守である李由（秦の李斯の長男）が守る滎陽を（田臧らに）囲ませたが、落城させることができなかった。
この頃、別動軍を率いた陳勝の将軍である周文（周章）が滎陽の西にある函谷関まで至り、函谷関を突破した。
同年9月、周文の軍が戯において陣を布いた。秦では囚人や奴隷を狩りだして兵とし、章邯に率いさせて周文を討伐させる。周文の軍は敗走した。
二世2年（紀元前208年）11月、章邯に何度も敗北し、周文は自殺した。楚軍は大きな打撃を受けた。
田臧は、（同僚と）ともに謀って話した。「周章（周文）の軍はすでに敗れてしまい、秦の兵は昼夕にでも来るだろう。我々が滎陽城を囲んで落城できないままで、秦軍が来てしまえば、必ず大敗するだろう。兵を少しだけ残して、滎陽（の近くの陣営）を守れるぐらいにして、全ての精兵で秦軍を迎撃するのがいい。（しかし）、仮王（呉広）は驕慢であり、また、兵略や権謀術数を知らない。（だから）ともに計略を練ることはできない。殺さなければ、恐らくは事は失敗に終わるだろう。」
そこで、田臧は（同僚と）一緒になって王（陳勝）の命令を偽り、呉広を誅殺した。呉広の首は陳勝に献じた。陳勝は（やむなく）使者を遣わして、田臧を令尹（楚の宰相）に任ずる印綬を賜い、上将に任じた。田臧は李帰ら諸将に滎陽城（の近くの陣営）を守らせて、精兵で西に進み、敖倉において秦軍を迎撃して戦った。田臧の軍は敗れ、田臧は戦死した。秦軍を率いた章邯は兵を進めて、滎陽の付近で李帰らを攻撃して破り、李帰らも戦死した。
同年12月、陳勝も秦軍に敗れ、部下の荘賈に裏切られ殺された。

## 史料
- 『史記』